# CTL Trans-Port
CTL Trans-Port Sp. z o.o. – firma transportowa wchodząca w skład grupy CTL Logistics.
Spółka powstała w 1995 roku na bazie Wydziału Transportu Wewnętrznego Portu Gdynia. W latach 1995–2004 działała pod nazwą Portowy Zakład Transportu Trans-Port. W 2004 roku po przeprowadzonej prywatyzacji została włączona do grupy CTL Logistics i działała pod nazwą CTL Trans-Port. W 2012 roku została przejęta przez spółkę CTL Północ.
Przedsiębiorstwo CTL Trans-Port specjalizowało się w obsłudze portów morskich w Gdyni i Gdańsku, w usługach transportowych, obsłudze bocznic kolejowych, usługach sanitarno-porządkowych, wykonywaniem bieżących napraw i przeglądów okresowych lokomotyw i wagonów oraz handlem paliwem, olejami i smarami.